# Лука Симферопољски
Архиепископ Лука (световно: Валентин Феликсович Војно-Јасењецки; рус. Валенти́н Фе́ликсович Во́йно-Ясене́цкий; Керч, 15/27. април 1877 – Симферопољ, 11. јун 1961) је био руски и совјетски теолог, хирург, духовник, књижевник, аутор радова из области анестезиологије и гнојне хирургије, доктор медицинских наука, доктор богословских наука и професор.
За епископа ташкентског и туркестанског је рукоположен 12. маја 1923. године, да би од 5. октобра до 11. новембра 1927. године био епископ елецки, викар орловске епархије. Од 27. децембра 1942. до 7. априла 1944. године је био архиепископ краснојарски и енисејски, потом архиепископ тамбовски и мичурински до 5. априла 1946. године, а на концу од априла 1946. године је био архиепископ симферопољски и кримски Руске православне цркве.
Пуних 11 година је био жртва бољшевичке репресије, прогањан од ЧЕКЕ. Фактички је рехабилитован 1946. године, када му је додељена Стаљинова награда. За учешће у Великом отаџбинском рату је награђен Медаљом за пожртвован рад у Великом отаџбинском рату 1941-1945. Синод Украјинске православне цркве Московског патријархата је 22. новембра 1995. године признала архиепископа симферопољског и кримског Луку за локално поштованог светитеља, а од 2000. године
Одлуком Архијерејског сабора Руске православне цркве из 2000. године, архиепископ Лука је канонизован и придодат Сабору новомученика и исповедника руских. Прославља се 29. јануара и 18. марта као Свети Лука симферопољски и кримски, а његове мошти су изнете у Саборном храму Свете Тројице у Симферопољу.
Одлуком Министарства одбране Републике Србије од 6. маја 2017. године, слава параклиса Светог Луке Архиепископа Симферопољског и Кримског на Војномедицинској академији у Београду, проглашена је за славу Војномедицинске академије Универзитета одбране у Београду.
Указом председника Руске Федерације бр. 404 од 11. јуна 2020. године, установљена је Медаља Луке Кримског, која се додељује за постигнуте заслуге у области здравствене заштите.

## Награде и одликовања
- Признање Варшавског универзитета (1916)
- Брилијантски крст патријарха сверуског (1944)
- Медаља за пожртвован рад у Великом отаџбинском рату 1941-1945 (1945)
- Стаљинова награда (1946)[4]